# Staurosoma
Staurosoma is een geslacht van eenoogkreeftjes uit de familie van de Antheacheridae. De wetenschappelijke naam van het geslacht is voor het eerst geldig gepubliceerd in 1844 door Will.

## Soorten
- Staurosoma parasiticum Will, 1844